# The Twins
A The Twins 1980-ban alakult német könnyűzenei együttes, akik a 80-as években voltak népszerűek. Az együttes két tagja Ronny Schreinzer és Sven Dohrow. A csapat a szintipop és a new wave műfajában alkotott, olyan slágerek kötődnek a nevükhöz, mint a Face to Face - Heart to Heart, a Not the Loving Kind, a Ballet Dancer vagy a Love System.

## Diszkográfia

### Albumok
- Passion Factory (1981)
- Modern Lifestyle (1982)
- A Wild Romance (1984)
- Until the End of Time (1985)
- Hold On to Your Dreams (1987)
- Classics • Remixed (1991) (válogatásalbum)
- The Impossible Dream (1993)
- 12" Classics (1994) (válogatásalbum)
- Ballet Dancer (1998) (válogatásalbum)
- Live in Sweden (2005) (koncertalbum)
- Singles Collection (2008) (válogatásalbum)
- The Original Maxi-Singles Collection (2015) (válogatásalbum)
- Living for the Future (2018)

### Kislemezek
- Runaway (1981)
- The Desert Place (1981)
- Birds and Dogs (1982)
- Face to Face – Heart to Heart (1982)
- Not the Loving Kind (1983)
- Ballet Dancer (1984)
- Love System (1984)
- The Game of Chance (1984)
- Love in the Dark (1985)
- Deep Within My Heart (1985)
- I Need You (1986)
- Time Will Tell (1987)
- Hold on to Your Dreams (1987)
- One Day (1988)
- Not the Loving Kind (remix) (1991)
- Ballet Dancer (remix) (1991)
- Tonight (1993)
- Love Is Blind (1993)
- Face to Face (újrafelvétel) (2002)
- Ballet Dancer (Latino-Mix) (2006)

### DVD-k
- Live in Sweden (2005)
- Video Classics and Rare Clips (2009)